# Умножитель напряжения база-эмиттер

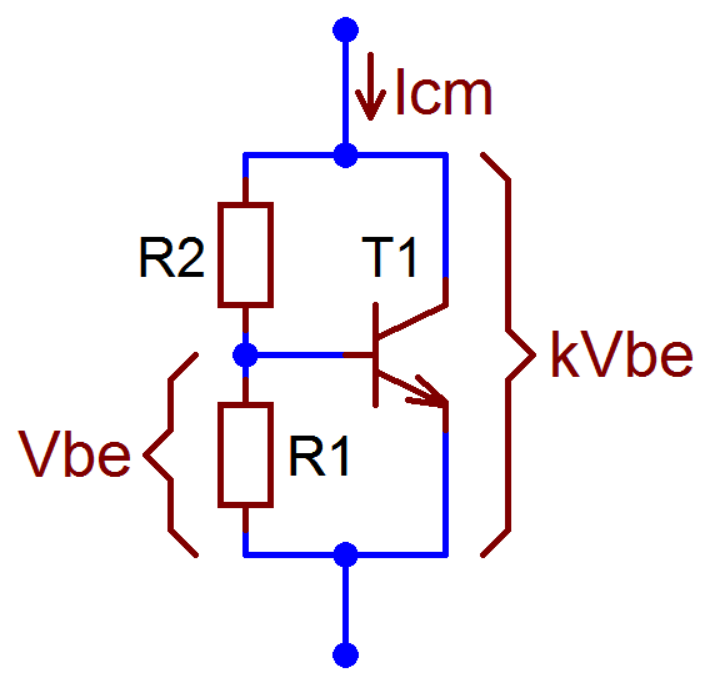
Простейший умножитель Vbe

Умножи́тель напряже́ния ба́за-эми́ттер (умножитель Vbe) — двух выводной электронный источник опорного напряжения, пропорционального напряжению на прямо смещённом эмиттерном переходе биполярного транзистора (Vbe). Простейший умножитель Vbe состоит из резистивного делителя напряжения, задающего коэффициент умножения, и управляемого им биполярного транзистора. При подключении умножителя Vbe к источнику тока падение напряжения на умножителе, как и само Vbe, комплементарно абсолютной температуре: с ростом температуры оно уменьшается по закону, близкому к линейному. Умножитель Vbe эквивалентен цепочке прямо смещённых полупроводниковых диодов, однако в отличие от неё коэффициент умножения транзисторной цепи может принимать любые целочисленные либо дробные значения, бо́льшие единицы, и может регулироваться подстроечным резистором.
Основная функция умножителя Vbe — температурная стабилизация выходных каскадов усилителей мощности на биполярных и МДП-транзисторах. Транзистор умножителя, смонтированный на теплоотводе выходных транзисторов (или непосредственно на кристалле выходного транзистора или интегральной схемы), отслеживает их температуру и непрерывно корректирует напряжение смещения, задающее рабочую точку каскада.

## Принцип действия. Основные показатели
Простейший умножитель Vbe— двухполюсник, состоящий из биполярного транзистора Т1 под управлением делителя напряжения R1R2. Внутреннее сопротивление цепи, в которую включается этот двухполюсник, должно быть достаточно велико, чтобы ограничивать коллекторный ток T1 на безопасном уровне; в практических схемах ток через умножитель обычно задаётся источником тока. Сопротивление делителя выбирается достаточно низким, чтобы протекающий через R2 ток базы Т1 был намного ниже тока делителя. В этих условиях транзистор охвачен отрицательной обратной связью, благодаря которой напряжение коллектор-эмиттер Т1 (Vce) устанавливается на уровне, пропорциональном напряжению на его эмиттерном переходе (Vbe). Tемпературный коэффициент (ТКН) Vce и внутреннее сопротивление между коллектором и эмиттером Rce подчиняются той же зависимости:
Vce = k·Vbe;
TKH (Vce) = dRce/dT = k·dRбэ/dT ≈ −2,2·k мВ/K при 300 К;
Rce = k (vt / Iэ),
где коэффициент умножения k = 1+R2/R1, а vt — температурный потенциал, пропорциональный абсолютной температуре (для кремния при 300 К примерно равен 26 мВ).
Вольт-амперная характеристика (ВАХ) идеализированного умножителя Vbe совпадает с ВАХ транзистора в диодном включении, растянутой вдоль оси напряжений в k раз.

## Уменьшение внутреннего сопротивления
Для применения в высококачественных усилителях мощности внутреннее сопротивление простейшего умножителя Vbe недопустимо велико́. Неизбежные изменения тока, протекающего через такой умножитель, сдвигают напряжение на нём на десятки мВ; cдвиг рабочей точки выходного каскада, оптимизированного на минимум нелинейных искажений, на такую величину неизбежно увеличивает искажения. Простое и эффективное решение этой проблемы — включение в цепь коллектора T1 резистора R3, величина которого равна внутреннему сопротивлению умножителя. В первом приближении всё напряжение ошибки, пропорциональное току коллектора, падает на этом резисторе; выходное напряжение умножителя, снимаемое с коллектора и эмиттера Т1 (Vce), более не зависит от протекающего тока. Действительная ВАХ усовершенствованного умножителя Vbe имеет нелинейный, но весьма близкий к линейному, характер. При оптимальном подборе R3 выходное напряжение в рабочей точке максимально, а с изменением тока оно незначительно, плавно спадает. R3 требует именно подбора опытным путём, так как внутреннее сопротивление реального транзистора может в два и более раз превосходить расчётное.
Другой способ снижения внутреннего сопротивления — применение комплементарной транзисторной двойки с локальной обратной связью. Датчиком температуры в ней служит транзистор Т1, ток которого ограничен величиной Vbe*R3. При достижении этого порога открывается транзистор Т2, который шунтирует избыточный ток в обход Т1. Схема не требует оптимизации величины R3 (она зависит только от целевого значения тока через Т1), снижает внутреннее сопротивление умножителя на порядок во всём диапазоне рабочих токов и мало зависит от коэффициента усиления транзисторов по току. Её главные недостатки — нежелательное усложнение критически важного узла и вероятность самовозбуждения, свойственная всем схемам с многопетлевой ООС. Для предотвращения самовозбуждения обычно достаточно шунтировать выход умножителя конденсатором; для гарантированной устойчивости последовательно с эмиттером Т2 включают балластный резистор величиной около 50 Ом. При этом выходное сопротивление повышается, но не превышает 2 Ом.
На высоких частотах эффективность охватывающей транзистор обратной связи падает, полное сопротивление умножителя Vbe возрастает. Например, в типичном умножителе на транзисторе 2N5511 (граничная частота усиления тока 100 МГц) частота среза, выше которой сопротивление умножителя принимает индуктивный характер, равна 2,3 МГц. Для нейтрализации этого явления достаточно зашунтировать умножитель Vbe ёмкостью в 0,1 мкФ (на практике применяют ёмкости в диапазоне 0,1…10 мкФ).

## Управление температурным коэффициентом напряжения
Жёсткую связь между выходным напряжением простейшего умножителя Vbe и его температурным коэффициентом можно разорвать несколькими способами.
Для уменьшения ТКН при достаточно больших k применяется последовательное включение двух простейших умножителей Vbe. Суммарное напряжение такой цепи устанавливается равным необходимому напряжению смещению, но на теплоотвод выходного каскада устанавливается лишь один из транзисторов (Т1). Второй транзистор (Т2), размещённый на печатной плате, отслеживает температуру воздуха в корпусе и практически не влияет на режим работы выходных транзисторов.
Альтернативный способ уменьшения ТКН при больших k — замена резистора R2 на последовательное соединение резистора и термостабилизированного источника опорного напряжения (ИОН), например, бандгапа TL431 на ≈2,5 В. Абсолютная величина ТКН по-прежнему определяется делителем напряжения R1R2, но напряжение на выводах такого умножителя больше, чем напряжение простейшего умножителя Vbe, на величину напряжения ИОН. В схемах с малым k величина вольтодобавки может быть уменьшена до требуемых значений в несколько сотен мВ с помощью отдельного делителя напряжения. Аналогичным образом можно и увеличить ТКН — для этого вольтодобавка включается в нижнее плечо делителя, между эмиттером транзистора и R1. Величина вольтодобавки не может превышать Ube (на практике используются напряжения 0…400 мВ), поэтому делитель на выходе ИОН обязателен.
В низковольтных умножителях с k=2…4 напряжение на входных зажимах умножителя (1,3…3,0 В) недостаточно для питания типичного интегрального ИОН на напряжение 2,5 В. В таких схемах ИОН запитывается через собственный отвод от шины питания, а ток ИОН стабилизируется отдельным источником тока или привязкой (англ. bootstrapping) к выходу мощного каскада.

## Применение
Умножитель Vбэ в двухтактном усилителе мощности на биполярных транзисторах
Абсолютное большинство транзисторных усилителей мощности звуковой частоты (УМЗЧ) строится по модифицированной схеме Лина. Выходным каскадом таких УМЗЧ служит двухтактный эмиттерный повторитель в режиме AB или B на комплементарных биполярных транзисторах либо истоковый повторитель на комплементарных МДП-транзисторах с горизонтальным или вертикальным каналом. Биполярные повторители на практике обычно состоят из двух или трёх последовательно соединённых каскадов усиления тока, повторители на МДП структурах состоят из предварительного каскада (драйвера) на биполярных транзисторах и выходного МДП-каскада. В конструкциях 1960-х годов для установки и стабилизации тока покоя выходного каскада применялись резисторно-диодные цепи; после публикации Артура Бейли в Wireless World в мае 1968 года для этой цели, практически безальтернативно, применялись транзисторные умножители Vbe. В типичном УМЗЧ такого рода умножитель Vbe включается в выходную цепь каскада усиления напряжения (КУН), ток которой (порядка 3…10 мА) задаётся источником тока. Транзистор умножителя Vbe монтируется на теплоотводе выходных транзисторов и выполняет роль датчика: с ростом температуры теплоотвода его собственное Vbe, а с ним и напряжение на выводах умножителя, уменьшается.
Конфигурация умножителя Vbe зависит, в первую очередь, от типа выходных транзисторов, который определяет требования к напряжению смещения Vсм и его температурному коэффициенту (ТКН):
- Напряжение смещения между базой и эмиттером (Vbe) кремниевого биполярного транзистора составляет 0,5…0,8 В. Напряжение смещения двухкаскадного эмиттерного повторителя примерно равно четырём Vbe (k≈4), трёхкаскадного — шести Vbe, или примерно 4 В[22] (k≈6), и так далее. С ростом температуры на один градус оптимальное Vbe каждого транзистора уменьшается на 2,2 мВ[1]. При жёстко стабилизированном Uсм такой каскад склонен к тепловому разгону, вплоть до катастрофического перегрева. Ток покоя (точнее — пропорциональное току покоя падение напряжения на балластных резисторах в цепи эмиттеров выходных каскадов), напротив, должен быть надёжно стабилизирован: даже незначительные отклонения от оптимальной величины приводят к росту искажений[23][24]. В теории для стабилизации тока и мощности, рассеиваемой мощным каскадом в покое, хорошо подходит простейший умножитель Vbe, так как его ТКН совпадает с расчётным ТКН управляемого им выходного каскада. В реальных схемах ТКН простейшего умножителя может быть избыточным; в таких случаях предпочтительна схема с уменьшенным ТКН. Нейтрализация внутреннего сопротивления на практике обязательна.
- Напряжение смещения между затвором и истоком (Vзи) МДП-транзистора с вертикальным каналом составляет от 1,7 до 4 В и при типичных для УМЗЧ токах покоя, порядка 150 мА, имеет отрицательный ТКН −4…−6мВ/K[комм. 4]. Температурная стабилизация таких каскадов обязательна[26]. При использовании простейшего умножителя Vbe его ТКН в два и более раз превосходит ТКН транзисторов, что приводит к перерегулированию, поэтому уменьшение ТКН обязательно.
- Напряжение смещения между затвором и истоком МДП-транзистора с горизонтальным каналом составляет около 0,7 В. Температурная стабилизация таким транзисторам не требуется: при токах в десятки и сотни мА ТКН Vзи близок к нулю (рост температуры практически не влияет на ток покоя), а при бо́льших токах он становится положительным, что само по себе обеспечивает стабильность тока покоя. Умножитель Vbe для такого каскада может строиться по простейшей схеме, но транзистор умножителя следует монтировать не на теплоотвод мощных транзисторов, а на печатную плату[26].

В идеале Vbe датчика должно непрерывно отслеживать Vbe выходных транзисторов с некоторым неизбежным сдвигом из-за теплового сопротивления конструкции. В реальных каскадах на дискретных транзисторах время установления теплового равновесия измеряется минутами или десятками минут. Особенно велико оно в традиционной конструкции, когда транзистор-датчик крепится к теплоотводу выходных транзисторов. Заметно быстрее реагирует на температурные сдвиги транзистор-датчик, закреплённый непосредственно на корпусе мощного транзистора — тем же болтом, что крепит мощный транзистор к теплоотводу. Наименьшее время установления, порядка одной минуты, свойственно мощным транзисторам со встроенным температурным датчиком. Номенклатура таких приборов слишком узка; в схемотехнике УМЗЧ по-прежнему преобладают обычные, не оснащённые датчиками, транзисторы.
Умножитель Vbe — критически важный структурный узел УМЗЧ: конструктивные недостатки или случайные отказы умножителя могут, с высокой вероятностью, приводить к катастрофическому перегреву выходных транзисторов. Поэтому на практике предпочтительны простые схемы умножителей на минимальном наборе компонентов. Наименее надёжный компонент умножителя — подстроечный резистор — следует размещать в нижнем плече делителя напряжения (между базой и эмиттером Т1), чтобы при обрыве ползунка умножитель уменьшал, а не увеличивал, напряжение смещения и ток покоя.

## Комментарии
1. ↑  C этим свойством связаны исторические англоязычные названия этой схемы — rubber diode, буквально «резиновый диод», и amplified diode, буквально «усиленный [по напряжению] диод».
2. ↑  МДП транзисторы не нуждаются в постоянном входном токе, поэтому в ряде конструкций драйвер отсутствует: затворы выходных транзисторов управляются непосредственно каскадом усиления напряжения (КУН). Как правило, на высоких частотах КУН не способен своевременно перезаряжать ёмкости выходных транзисторов, поэтому в высококачественных УМЗЧ такая «экономия» нежелательна[17]
3. ↑  Arthur R. Bailey. 30-watt High Fidelity Amplifier. — 1968. — № May 1968. — P. 94-98. В схеме Бейли использовалось два элементарных умножителя: один задавал смещение входного каскада, другой - смещение выходного каскада.
4. ↑  C ростом тока ТКН падает до нуля, а затем становится положительным. Точка, в которой ТКН принимает нулевое значение, лежит в области токов, измеряемых единицами или десятками А, поэтому использовать её в качестве рабочей невозможно[25]
5. ↑  Столь медленная, по меркам интегральных схем, реакция обусловлена тем, что транзистор-датчик не размещается на кристалле мощного транзистора, а представляет собой отдельный кристалл, припаянный к металлическому кристаллодержателю мощного транзистора[31].